# Ronde van het Baskenland 2008
De Ronde van het Baskenland 2008 (Spaans: Vuelta al País Vasco 2008) werd gehouden van 7 tot en met 12 april in Spanje, in de autonome deelstaat Baskenland. De ronde maakte deel uit van de UCI ProTour. Het was de achtenveertigste editie van deze wielerkoers.

## Etappe-overzicht
| Etappe | Parcours                           | Winnaar          | Nationaliteit | Ploeg          | Leiderstrui      | Nationaliteit | Ploeg  |
| ------ | ---------------------------------- | ---------------- | ------------- | -------------- | ---------------- | ------------- | ------ |
| 1      | Legazpi - Legazpi (137 km)         | Alberto Contador | Spanje        | Astana         | Alberto Contador | Spanje        | Astana |
| 2      | Legazpi - Erandio (153 km)         | Kim Kirchen      | Luxemburg     | Team High Road | Alberto Contador | Spanje        | Astana |
| 3      | Erandio - Viana (195 km)           | David Herrero    | Spanje        | Karpin-Galicia | Alberto Contador | Spanje        | Astana |
| 4      | Viana - Vitoria-Gasteiz (171 km)   | Kim Kirchen      | Luxemburg     | Team High Road | Alberto Contador | Spanje        | Astana |
| 5      | Vitoria-Gasteiz - Orio (162 km)    | Damiano Cunego   | Italië        | Lampre         | Alberto Contador | Spanje        | Astana |
| 6      | Orio - Aia - Orio (20 km, tijdrit) | Alberto Contador | Spanje        | Astana         | Alberto Contador | Spanje        | Astana |

## Etappe-uitslagen

### 1e etappe
|      | Naam              | Land   | Tijd    |
| ---- | ----------------- | ------ | ------- |
| 1    | Alberto Contador  | Spanje | 3.39.22 |
| 2    | Ezequiel Mosquera | Spanje | op 3"   |
| 3    | David Herrero     | Spanje | op 8"   |
| 4    | Damiano Cunego    | Italië | op 8"   |
| 5    | Riccardo Riccò    | Italië | op 8"   |
| Geel | Alberto Contador  | Spanje | 3.39.22 |

### 2e etappe
|      | Naam              | Land      | Tijd    |
| ---- | ----------------- | --------- | ------- |
| 1    | Kim Kirchen       | Luxemburg | 3.40.42 |
| 2    | Paolo Bettini     | Italië    | op 0"   |
| 3    | David Herrero     | Spanje    | op 0"   |
| 4    | Rinaldo Nocentini | Italië    | op 0"   |
| 5    | Damiano Cunego    | Italië    | op 0"   |
| Geel | Alberto Contador  | Spanje    | 7.20.04 |

### 3e etappe
|      | Naam              | Land        | Tijd     |
| ---- | ----------------- | ----------- | -------- |
| 1    | David Herrero     | Spanje      | 4.54.24  |
| 2    | Luis León Sánchez | Spanje      | op 0"    |
| 3    | Paolo Bettini     | Italië      | op 0"    |
| 4    | Leonardo Duque    | Colombia    | op 0"    |
| 5    | Michael Albasini  | Zwitserland | op 0"    |
| Geel | Alberto Contador  | Spanje      | 12.14.28 |

### 4e etappe
|      | Naam             | Land        | Tijd     |
| ---- | ---------------- | ----------- | -------- |
| 1    | Kim Kirchen      | Luxemburg   | 4.17.33  |
| 2    | Morris Possoni   | Italië      | op 0"    |
| 3    | David Herrero    | Spanje      | op 0"    |
| 4    | Michael Albasini | Zwitserland | op 0"    |
| 5    | Matthew Lloyd    | Australië   | op 0"    |
| Geel | Alberto Contador | Spanje      | 16.32.01 |

### 5e etappe
|      | Naam             | Land      | Tijd     |
| ---- | ---------------- | --------- | -------- |
| 1    | Damiano Cunego   | Italië    | 4.02.29  |
| 2    | Alberto Contador | Spanje    | op 0"    |
| 3    | Thomas Dekker    | Nederland | op 0"    |
| 4    | Kim Kirchen      | Luxemburg | op 0"    |
| 5    | Davide Rebellin  | Italië    | op 0"    |
| Geel | Alberto Contador | Spanje    | 20.34.39 |

### 6e etappe
|      | Naam             | Land      | Tijd     |
| ---- | ---------------- | --------- | -------- |
| 1    | Alberto Contador | Spanje    | 29.10    |
| 2    | Cadel Evans      | Australië | op 22"   |
| 3    | Thomas Dekker    | Nederland | op 27"   |
| 4    | Damiano Cunego   | Italië    | op 49"   |
| 5    | Robert Gesink    | Nederland | op 1'16" |
| Geel | Alberto Contador | Spanje    | 21.03.39 |

## Eindklassementen

### Algemeen klassement
| rang | renner            | land      | ploeg               | tijd        |
| ---- | ----------------- | --------- | ------------------- | ----------- |
| 1    | Alberto Contador  | Spanje    | Astana              | 21u 03' 59" |
| 2    | Cadel Evans       | Australië | Silence-Lotto       | op 30"      |
| 3    | Thomas Dekker     | Nederland | Rabobank            | op 35"      |
| 4    | Damiano Cunego    | Italië    | Lampre              | op 57"      |
| 5    | Maxime Monfort    | België    | Cofidis             | op 1'25"    |
| 6    | Mikel Astarloza   | Spanje    | Euskaltel - Euskadi | op 1'37"    |
| 7    | Kim Kirchen       | Luxemburg | Team High Road      | op 1'43"    |
| 8    | Sandy Casar       | Frankrijk | Française des Jeux  | op 2'3"     |
| 9    | Ezequiel Mosquera | Spanje    | Euskaltel - Euskadi | z.t.        |
| 10   | Fränk Schleck     | Luxemburg | Team CSC            | op 2'5"     |

### Puntenklassement
| rang | renner           | land      | ploeg             | punten |
| ---- | ---------------- | --------- | ----------------- | ------ |
| 1    | Damiano Cunego   | Italië    | Lampre            | 79     |
| 2    | Kim Kirchen      | Luxemburg | Team High Road    | 75     |
| 3    | Alberto Contador | Spanje    | Astana            | 70     |
| 4    | Thomas Dekker    | Nederland | Rabobank          | 32     |
| 5    | Davide Rebellin  | Italië    | Team Gerolsteiner | 32     |

### Bergklassement
| rang | renner                   | land   | ploeg               | punten |
| ---- | ------------------------ | ------ | ------------------- | ------ |
| 1    | Egoi Martínez de Esteban | Spanje | Euskaltel - Euskadi | 46     |
| 2    | Morris Possoni           | Italië | Team High Road      | 33     |
| 3    | Amets Txurruka           | Spanje | Euskaltel - Euskadi | 24     |
| 4    | Iñigo Landaluze          | Spanje | Euskaltel - Euskadi | 22     |
| 5    | Joan Horrach             | Spanje | Caisse d'Epargne    | 17     |

### Tussensprintklassement
| rang | renner                   | land   | ploeg               | tijd |
| ---- | ------------------------ | ------ | ------------------- | ---- |
| 1    | Iban Mayoz               | Spanje | Karpin-Galicia      | 15   |
| 2    | Morris Possoni           | Italië | Team High Road      | 14   |
| 3    | Egoi Martínez de Esteban | Spanje | Euskaltel - Euskadi | 10   |

### Ploegenklassement
| rang | ploeg          | land      | tijd        |
| ---- | -------------- | --------- | ----------- |
| 1    | Rabobank       | Nederland | 63u 19' 24" |
| 2    | Silence-Lotto  | België    | op 1'12"    |
| 3    | Karpin-Galicia | Spanje    | op 2'27"    |

Mannen:
1924 · 1925 · 1926 · 1927 · 1928 · 1929 · 1930 · 1931–1934 · 1935 · 1936–1968 · 1969 · 1970 · 1971 · 1972 · 1973 · 1974 · 1975 · 1976 · 1977 · 1978 · 1979 · 1980 · 1981 · 1982 · 1983 · 1984 · 1985 · 1986 · 1987 · 1988 · 1989 · 1990 · 1991 · 1992 · 1993 · 1994 · 1995 · 1996 · 1997 · 1998 · 1999 · 2000 · 2001 · 2002 · 2003 · 2004 · 2005 · 2006 · 2007 · 2008 · 2009 · 2010 · 2011 · 2012 · 2013 · 2014 · 2015 · 2016 · 2017 · 2018 · 2019 · 2020 · 2021 · 2022 · 2023 · 2024 · 2025
Vrouwen: 
2022 · 2023 · 2024 · 2025
 Tour Down Under · 
 Ronde van Vlaanderen · 
 Ronde van het Baskenland · 
 Gent-Wevelgem · 
 Amstel Gold Race · 
 Ronde van Romandië · 
 Ronde van Catalonië · 
 Dauphiné Libéré · 
 Ronde van Zwitserland · 
 Ploegentijdrit Eindhoven · 
 Clásica San Sebastián · 
  Eneco Tour · 
 GP Ouest France-Plouay · 
 Ronde van Duitsland · 
 Vattenfall Cyclassics · 
 Ronde van Polen